# Локалов, Алексей Васильевич
Алексе́й Васильевич Локалов (1805, Великое, Ярославская губерния — 6 [18] сентября 1874, Великое, Ярославская губерния) — крепостной крестьянин, предприниматель, основатель Гаврилов-Ямской льняной мануфактуры.

## Биография
Алексей Локалов родился ок. 1805 года в семье крепостных в селе Великом в Ярославской губернии. Точная дата рождения неизвестна, исповедные росписи Рождество-Богородицкой церкви указывают на 1804—1806 годы. Село Великое в середине XIX века было крупным центром торговли и переработки льна. До начала 1850-х годов Алексей Локалов, как и многие великосельские торговцы, поставлял в больших объёмах лён к Архангельскому порту, для вывоза за границу.
В 1850-м году А. В. Локалов открыл раздаточную контору в селе Великом.
В 1851 году московские купцы Хлудовы открыли при своей мануфактуре в Егорьевске льнопрядильню, и Алексей Локалов стал главным поставщиком льна на эту мануфактуру. Хлудовым было выгодно расплачиваться за сырьё своей продукцией — пряжей, которую Локалов, в свою очередь, поставлял великосельским ткачам. В начале 1860-х годов на контору Локалова работало около 800 ткацких станов.
После отмены крепостного права в 1861 году, Локалов выкупил участок земли площадью 10 десятин 1100 квадратных саженей у села Гаврилов-Ям и основал небольшую фабрику ручного ткачества, а также отбельное производство, на котором отбеливалось полотно, выработанное на фабрике и полученное от ткачей-надомников. Ткацкое производство требовало большого количества пряжи, и весной 1871 года Алексей Локалов приступил к строительству механической льнопрядильни, в работе принимал участие сын Александр. Проектированием производства и поставкой оборудования из Англии занималась фирма Людвига Кнопа. Производство было запущено 17 февраля 1872 года, менее чем через 9 месяцев после начала строительства. Гаврилов-Ямская мануфактура Локалова быстро вошла в число крупнейших текстильных мануфактур России. После смерти Алексея Васильевича Локалова владельцем фабрики стал его сын Александр.
Алексей Локалов пользовался уважением у односельчан. В 1840 году он избирался бурмистром села, с 1861 до 1873 года состоял церковным старостой при Рождество-Богородицкой церкви, за свою деятельность неоднократно был удостоен благословения Святейшего синода. В 1868 году по инициативе Локалова было открыто женское училище в селе Великом. В том же году на средства Локалова было построено двухэтажное здание мужского училища.